# サビン・メリノ
サビン・メリノ・スロアガ（Sabin Merino Zuloaga、1992年1月4日 - ）は、スペイン・バスク州ウルドゥリス出身のサッカー選手。ラシン・フェロル所属。ポジションはFW。

## クラブ経歴
バスク州のウルドゥリスに生まれ、2011年にアスレティック・ビルバオのCチームにあたるCDバスコニアへ加入した。2015年8月6日、UEFAヨーロッパリーグ予選のインテル・バクーPIK戦にてハビエル・エラソとの交代でトップチームデビューを果たした。同年8月20日、同じくヨーロッパリーグプレーオフのMŠKジリナ戦でプロ初ゴールを記録。この2015-16シーズンはトップチーム1年目にもかかわらず公式戦38試合に出場し、7得点を挙げた。
2018年8月31日、CDレガネスへの1シーズンのレンタル移籍が決定した。翌年5月、アスレティック・ビルバオから放出されると、レガネスへの完全移籍が発表された。
2020年1月14日、デポルティーボ・ラ・コルーニャに移籍し、2年半契約を交わした。メリノは加入後の4試合で4試合連続ゴールを達成したが、これは元ブラジル代表MFであるベベトが1992年に記録して以来の成果となった。これによりメリノは1月のセグンダ・ディビシオン月間MVPを受賞した。
2020年8月17日、デポルティーボのセグンダ・ディビシオンB降格が決定すると、古巣であるCDレガネス復帰が決まった。
2022年1月31日、レアル・サラゴサに3年半契約で移籍した。

## タイトル

### クラブ
アスレティック・ビルバオ
- スーペルコパ・デ・エスパーニャ : 1回 (2015-16)